# 斯圖傑尼齊亞 (斯特維加河支流)
斯圖德尼察（烏克蘭語：Студениця），是烏克蘭北部的河流，屬於斯特維加河的支流。該河發源自魯德尼亞以南，流經日托米爾州和羅夫諾州，河道全長36公里，流域面積264平方公里。